# Aleksander Rozmiarek

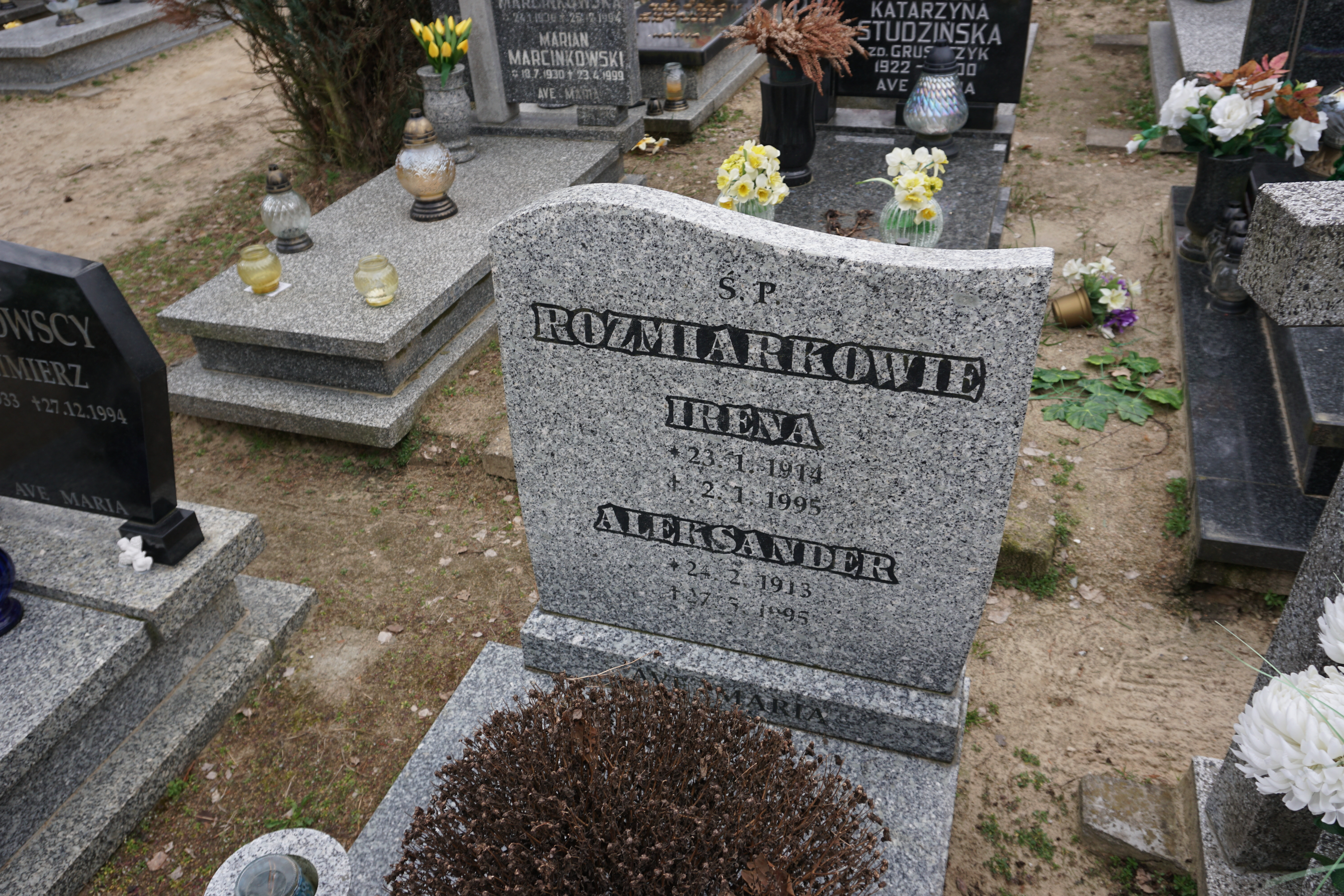
Grób Aleksandra Rozmiarka na cmentarzu Miłostowo w Poznaniu

Aleksander Rozmiarek (ur. 24 lutego 1913 w Witten, zm. 2 czerwca 1995 w Poznaniu) – polski nauczyciel i działacz polityczny, poseł na Sejm PRL I, II, III, IV i V kadencji (1952–1972).

## Życiorys
W II RP ukończył Gimnazjum im. Bolesława Chrobrego w Gnieźnie oraz studia z dziedziny wychowania fizycznego. Pracował jako nauczyciel tego przedmiotu w macierzystym Gimnazjum i Liceum. W 1947 ukończył studia na Wydziale Prawa Uniwersytetu Poznańskiego.
W czasie II wojny światowej zatrudniony w Radzie Głównej Opiekuńczej oraz Wydziale Zdrowia Zarządu Miejskiego w Warszawie.
Po 1945 mieszkał w Poznaniu. Pracował w Zarządzie Miejskim, Centralnym Zarządzie Przemysłu Taboru Kolejowego, gdzie był m.in. zastępcą dyrektora ds. finansów. W 1945 przystąpił do Stronnictwa Demokratycznego, gdzie pełnił obowiązki przewodniczącego Miejskiego Komitetu w Poznaniu, a także Wojewódzkiego Komitetu w Poznaniu i w Warszawie, był również członkiem Centralnego Komitetu (1952–1976) oraz prezydium CK (1957–1961). Sprawował mandat radnego Wojewódzkiej Rady Narodowej w Poznaniu (od II połowy lat 60: w Warszawie).
W 1952 uzyskał mandat posła na Sejm, w którym zasiadał w Komisji Spraw Ustawodawczych. Ponownie znalazł się w Sejmach II kadencji (wiceprzewodniczący Komisji Przemysłu Lekkiego, Rzemiosła i Spółdzielczości Pracy, członek Komisji Zdrowia i Kultury Fizycznej), III kadencji (członek Komisji Przemysłu Ciężkiego, Chemicznego i Górnictwa) oraz IV i V kadencji (wiceprzewodniczący Komisji Budownictwa i Gospodarki Komunalnej). Posłował z okręgów Gniezno (1952), Szamotuły (1957, 1961, 1965) i Otwock (1969). Pełnił obowiązki sekretarza Klubu Poselskiego SD (1969–1972).
Odznaczony Krzyżem Kawalerskim, Oficerskim i Komandorskim Orderu Odrodzenia Polski, dwukrotnie Złotym Krzyżem Zasługi i Medalem 10-lecia Polski Ludowej (1955). Został pochowany na cmentarzu na Miłostowie w Poznaniu (pole 47, kwatera 7, rząd 3, grób 2).